# Präfekturuniversität für Gesundheitswissenschaften Kagawa

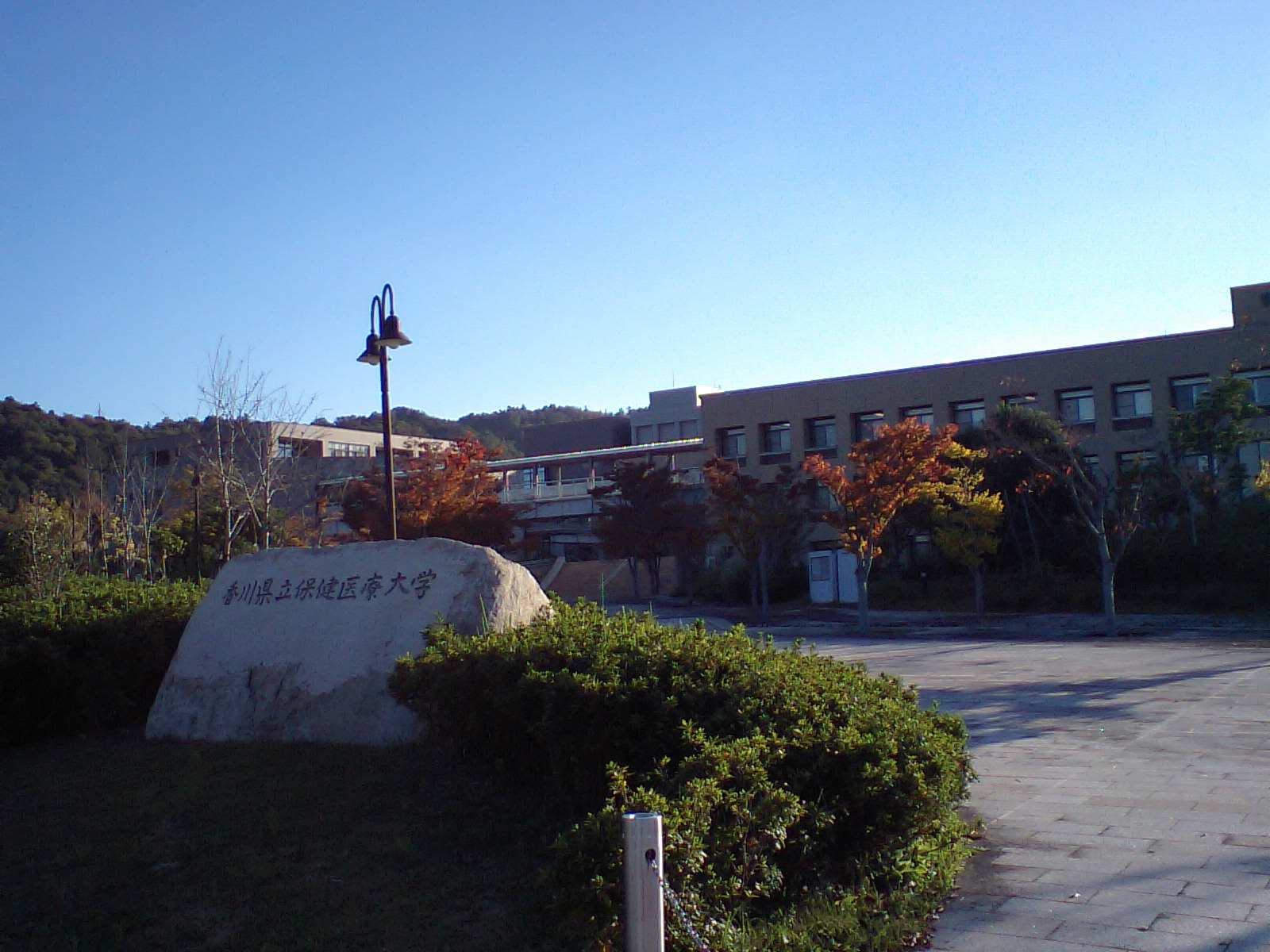
Haupteingang (2008)

Die Präfekturuniversität für Gesundheitswissenschaften Kagawa (japanisch 香川県立保健医療大学 Kagawa-kenristu hoken iryō daigaku; engl. Kagawa Prefectural University of Health Sciences) ist eine öffentliche (präfekturale) Universität in Takamatsu in der Präfektur Kagawa (Japan).

## Geschichte
Gegründet wurde die Universität 1999 als Präfekturale Kurzuniversität für Gesundheitswissenschaften Kagawa (香川県立医療短期大学, Kagawa-kenritsu iryō tanki daigaku). 2002 richtete sie die Aufbaukurse (専攻科, Ausbildungskurse der öffentlichen Gesundheitspfleger und Hebammen) ein. 2004 wurde die Kurzuniversität zur 4-jährigen Präfekturuniversität für Gesundheitswissenschaften Kagawa erhoben. 2009 richtete sie die Graduiertenschule (Masterstudiengänge) ein, 2017 dann die Doktorkurse.
Nach der Regel vom Alumni-Netzwerk der Präfekturuniversität haben die Absolventen der folgenden Schulen auch die Mitgliedschaft:
- Präfekturale Höhere Krankenpflegeschule Kagawa (香川県立高等看護学校) (1) ,
- Krankenpflegeschule der Präfektur Kagawa (香川県看護専門学校) (2),
- Lehranstalt der Medizinischen Technologen der Präfektur Kagawa (香川県衛生検査技師養成所) (3) , und
- Fachschule der Medizinischen Technologen der Präfektur Kagawa (香川県臨床検査専門学校) (4).

Diese Schulen waren die Vorgänger der Präfekturalen Kurzuniversität für Gesundheitswissenschaften Kagawa.
Die Präfekturale Höhere Krankenpflegeschule Kagawa (1) wurde 1959 gegründet. Sie wurde 1964 in Krankenpflegefachschule der Präfektur Kagawa (2) umbenannt. Im Jahr 2002, nach der Gründung der Kurzuniversität, wurde sie geschlossen.
Die Lehranstalt der Medizinischen Technologen der Präfektur Kagawa (3) wurde 1958 gegründet. 1975 wurde sie in Fachschule der Medizinischen Technologen der Präfektur Kagawa (4) reorganisiert.

## Fakultäten
- Fakultät für Gesundheitswissenschaften
  - Abteilung für Pflegewissenschaft
  - Abteilung für Medizinische Technologen (臨床検査学科, Clinical Examination Department)